# Annunciator panel

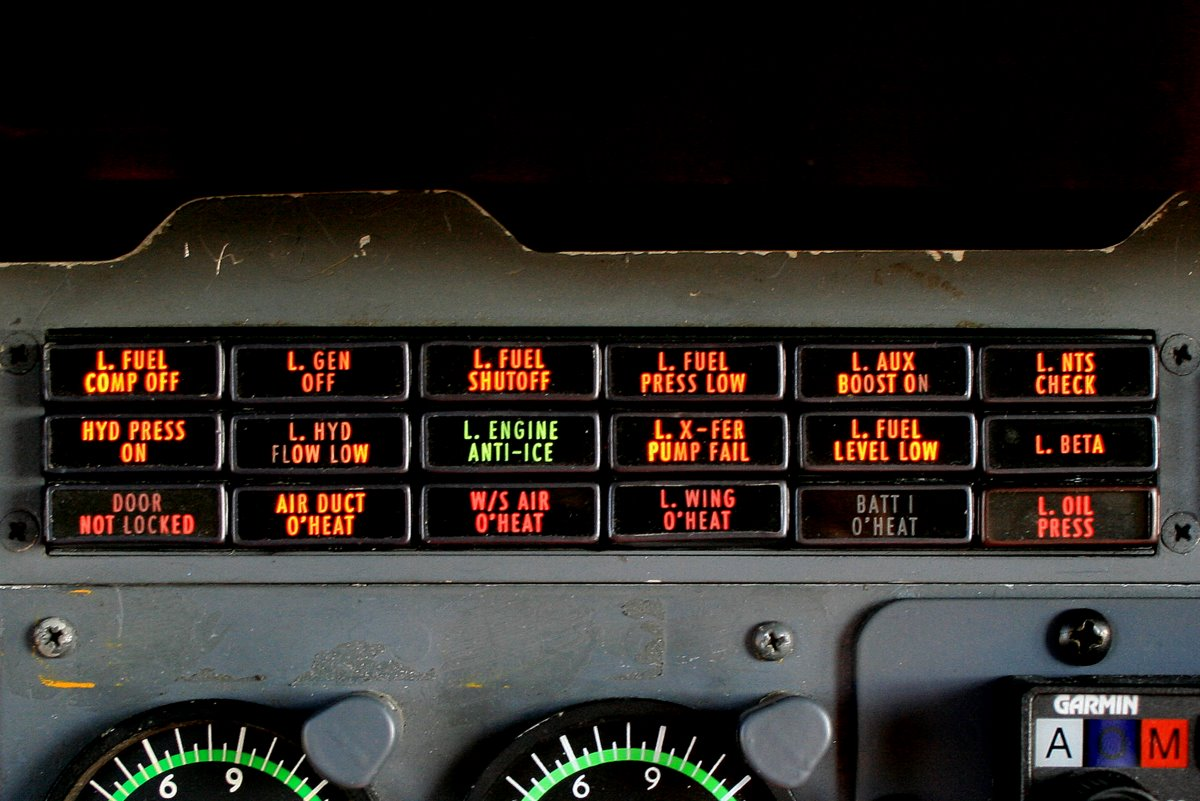
Annunciator panel di un Cesna 441 in modalità "test"

L'annunciator panel, a volte chiamato Centralized Warning System - CWS, è un pannello del cockpit presente in molte aerodine atto a raccogliere tutte le segnalazioni dello stato della strumentazione, in particolare gli allarmi. Nelle versioni analogiche è composto da un insieme di luci sottostanti delle etichette che si accendono in corrispondenza di un evento. Nei recenti aerei è sostituito da un display lcd mostrante le stesse informazioni, o integrato con l'EICAS.
A corredo di questi indicatori è presente l'indicatore Master Caution o Master Warning che indica una situazione di pericolo immediato a cui i piloti devono prestare attenzione. In alcuni aerei, come il Cessna Citation Mustang, sono presenti entrambi gli indicatori con un peso di importanza diverso: Master Warning indica un pericolo immediato, Master Caution una situazione anomala non critica.

## Descrizione
Seppur ogni costruttore di aeromobili sceglie il proprio design per l'annunciator panel, i colori delle luci sono diventati uno standard-de-facto:
| Colore               | Tipologia    | Significato |
| -------------------- | ------------ | --- |
| Rosso                | Pericolo     | Situazione critica che richiede un'immediata attenzione da parte del pilota.                                    |
| Arancio/Giallo/Ambra | Avvertimento | Situazione non critica ma che deve essere risolta appena possibile.                                             |
| Blu/Azzurro          | Informazione | Avviso di una situazione anomala non critica che non richiede intervento del pilota (es. una valvola bloccata). |
| Bianco               | Stato        | Stato di un particolare sistema, ad esempio "carrello estratto" o "luci di atterraggio ON".                     |